# Bernart de Venzac
Bernart de Venzac o de Vensac (fl. 1180-1210) è stato un oscuro trovatore originario di Venzac nei pressi di Rodez nel Rouergue.
Scrisse in stile marcabruniano, lasciando cinque componimenti moralistici (due cansos e tre sirventes) e un'alba (componimento) religiosa. In alcuni manoscritti, due dei suoi lavori vennero confusi dai copisti con quelli di Marcabru.
La carriera di Bernart può essere datata in base a riferimenti riguardanti il suo mecenate, Ugo II di Rodez, contenuti nella sua poesia. Nel suo componimento Iverns vay e.l temps tenebros, inoltre, invoca il suo mecenate di recente scomparso, chiedendogli di mutare nella sua poesia ogni "falsa" parola in quella giusta:
Se questa richiesta sia del tutto seria o meramente una forma di adulazione cortigianesca non è dato sapere, ma quest'ultima possibilità sembra più attendibile. Poiché Ugo muore nel 1208, questa poesia viene di solito datata verso la fine di quest'anno o l'inizio del successivo 1209. Un altro riferimento, alla pace del bisb'e d'elh ("del vescovo e di lui [Ugo]"), probabilmente si riferisce all'accordo avvenuto tra il conte e il vescovo di Rodez nel maggio del 1195. Per questa ragione la poesia viene di solito datata verso al fine del 1195 o inizio 1196 e quindi l'attività (floruit) di Bernart può essere stabilita per mezzo di queste due date.

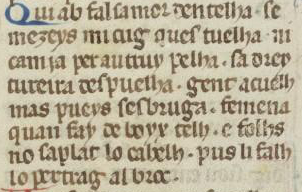
Bernart de Venzac
Qui ab fals'amor dentelha
BNF ms.856 f.259v

Bernart viene talvolta raggruppato in una primitiva "scuola" marcabruniana di poesia accanto a Bernart Marti, Gavaudan e Peire d'Alvernhe. Similmente a quelli della "scuola", Bernart ha molto da dire sul "falso amore" (fals'amor) e moralizza sulla giusta e cortese condotta degli uomini:
Similmente a Marcabru, Bernart impiega allo stesso modo un complesso attacco ironico sugli infedeli in amore rappresentando l'oggetto dei loro legami sessuali non in base alle donne che loro immaginano, ma piuttosto ai loro mariti. Una pungente ironia è il punto di forza dell'opera di Bernart. In generale la sua morale consiste nell'attaccare la corruzione percepita della società e la crisi contemporanea dei valori spirituali. Egli tratta esaustivamente gelosia, cupidigia, adulterio ed orgoglio. Il suo linguaggio, tuttavia, è scaltro, impiegando un vocabolario allora in voga, colorito, infarcito di parole rare, e profondamente espressivo. Tra le parole, uniche più che rare, che egli usa (e possibilmente inventa) ci sono esparpalh, frevoluc, frescum e amarum. La sua poesia Lanquan cort la doussa bia ("Quando la dolce brezza spira"), è scritta in stile trobar clus.
A Bernart è stata attribuita una "preghiera" anonima per "Santa Maria dell'Oriente" in cui il poeta chiede protezione per il re Filippo Augusto e per l'imperatore Federico Barbarossa in quanto si erano imbarcati per la terza crociata (1189). Ciò nonostante, l'acrimonia che egli mostra verso la sua società ha spinto a considerare elementi catari nei suoi scritti (Maria Picchio Simonelli, 1975). Peire Cardenal ha subito la sua influenza.